# フェカン
フェカン （Fécamp）は、フランス、ノルマンディー地域圏、セーヌ＝マリティーム県のコミューン。かつてタラ漁で栄えた漁港である。

## 地理
ル・アーヴルの北約40kmにある。コー地方の心臓部にあたるヴァルモン川のヴァルーズ（fr、石灰岩質の海岸の岸壁に自然に生まれたくぼ地）に位置する。

## 由来

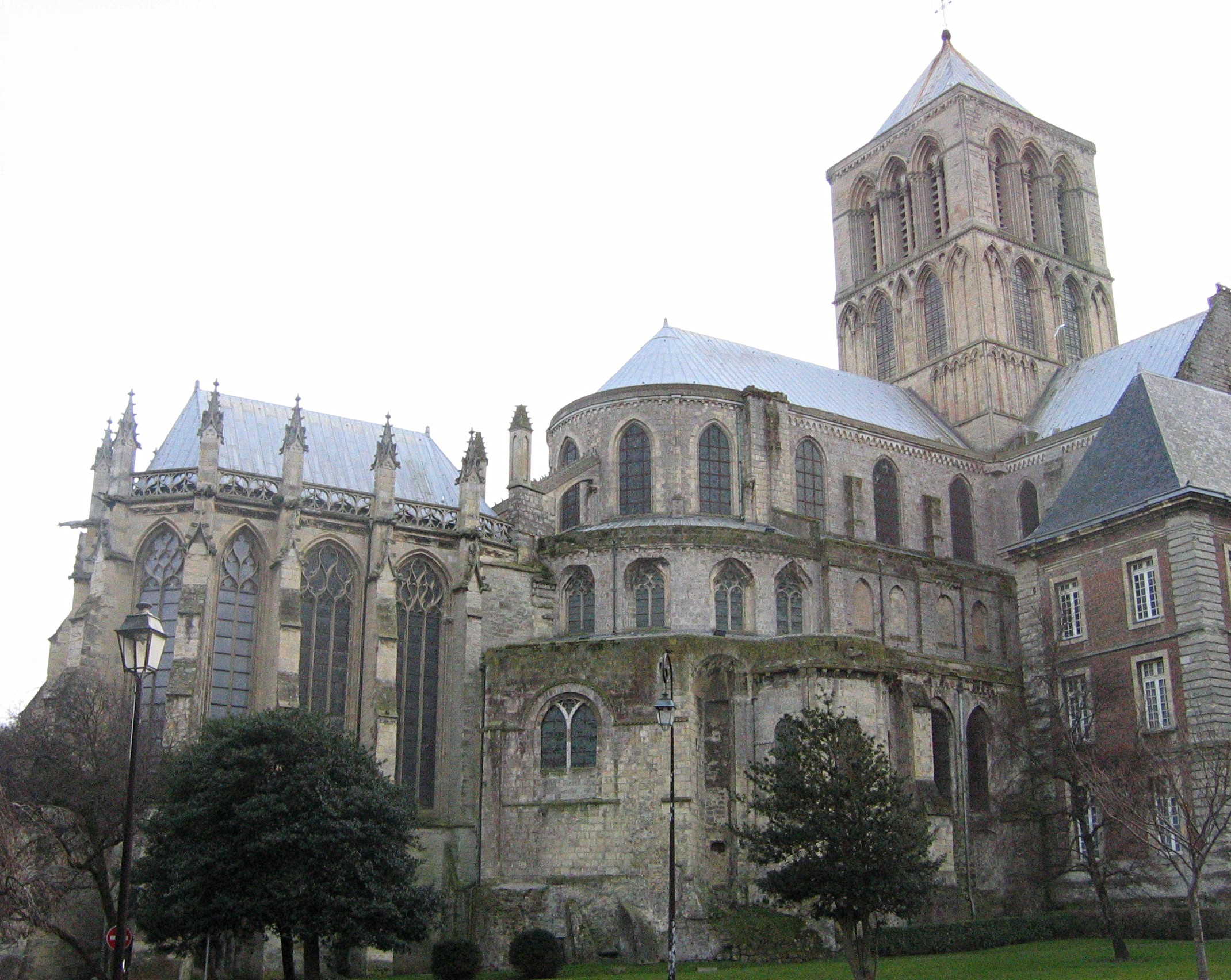
トリニテ・ド・フェカン修道院

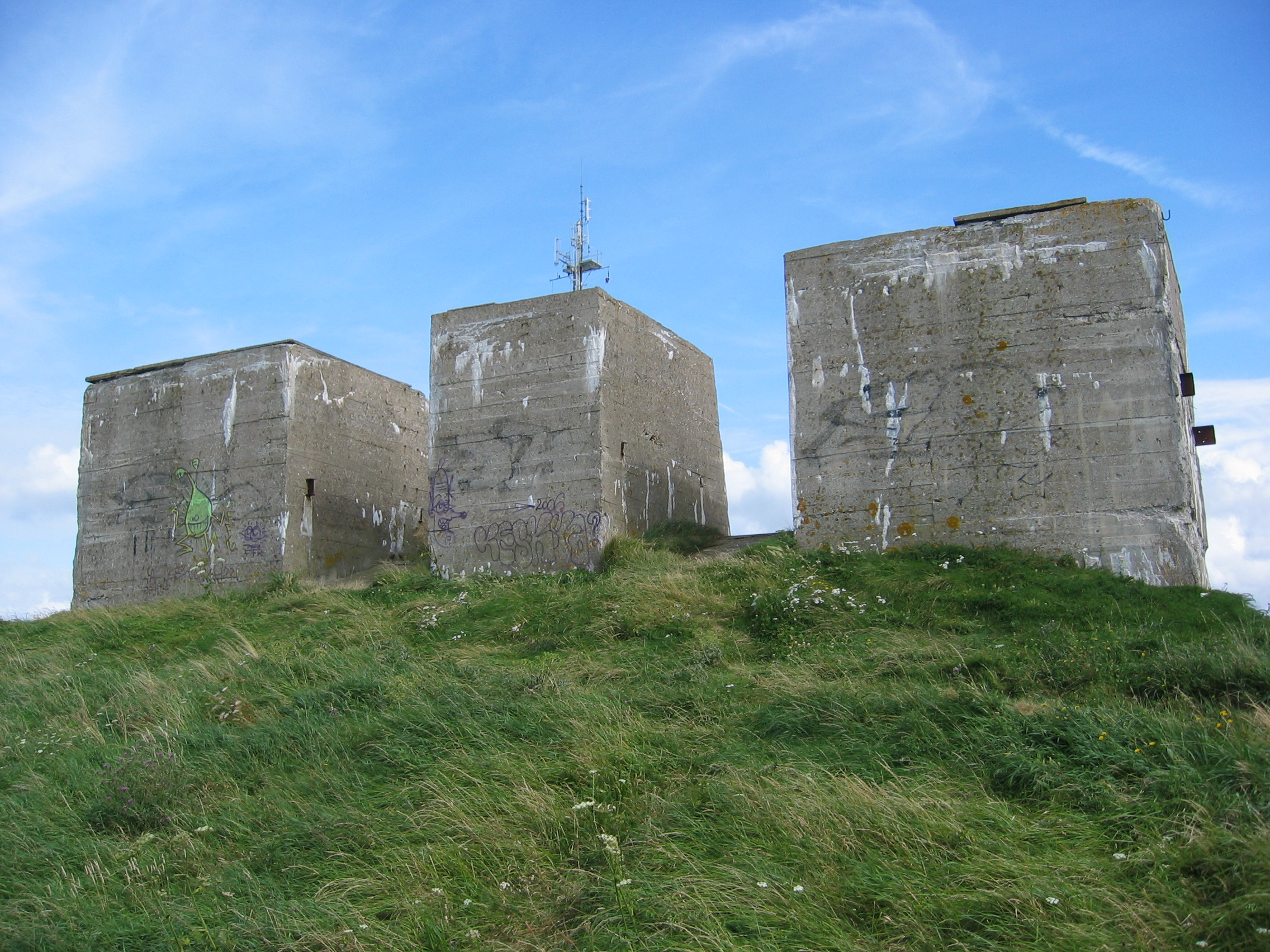
第二次世界大戦中に設置されたナチス・ドイツのレーダー跡

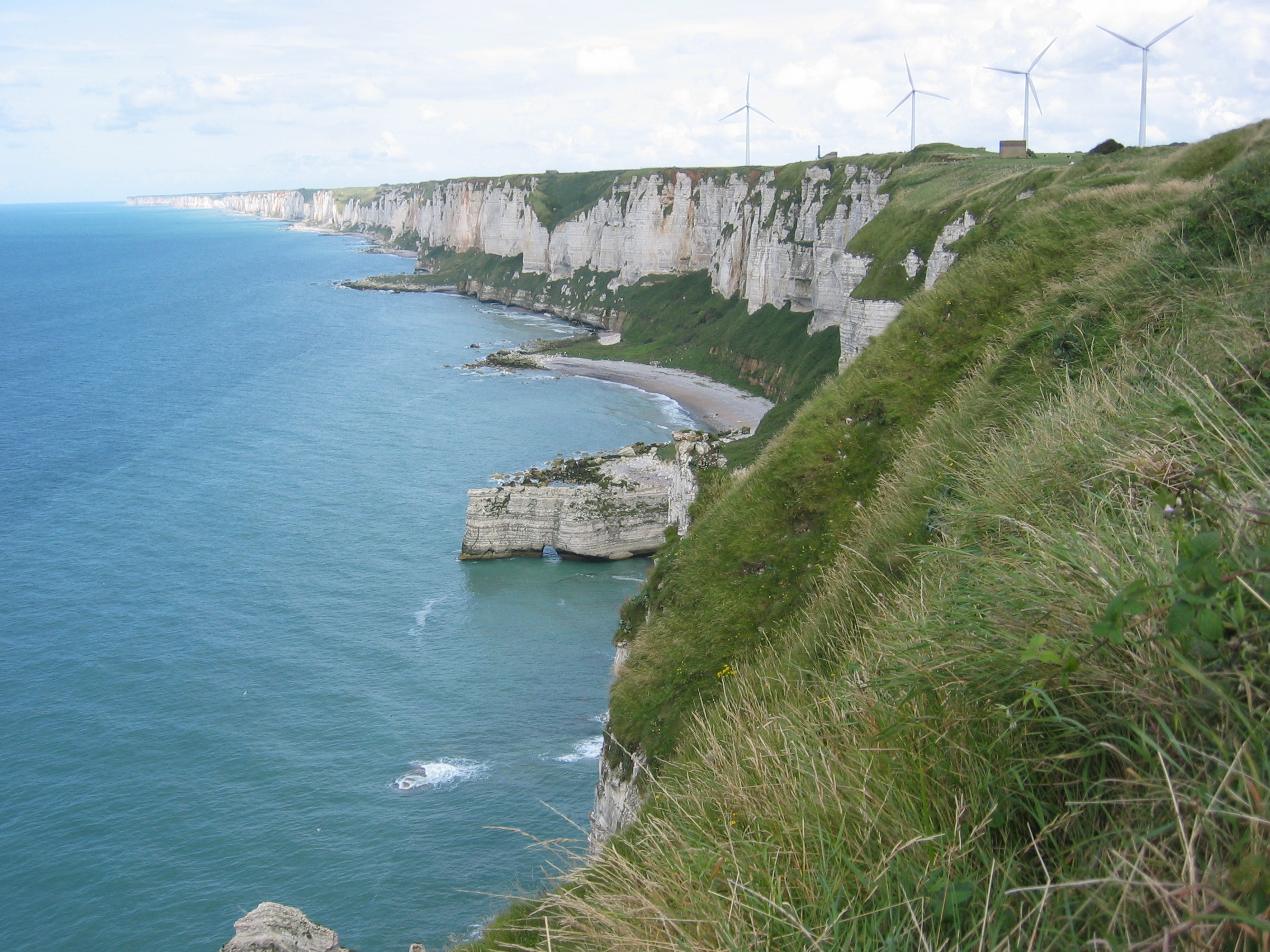
白亜の崖の上にたつ風力発電の風車

875年に初めて名が伝えられ、990年にはFiscannum、その後Fiscannusと記された。この古いつづりは『イチジクの木のある野原』を意味するFici campusとは学術的にも語源学的にも関連がない。しかししばしば、語末にpが付く現在のつづりに触発されるためにコミューンとの関連を指摘されている。
Fécanという名の進化は、『ヴァルモン（Valmont）の川』を意味する語源、FISCANNUからなされた。ゲルマン語由来のfiskという名称は、接尾辞を誤って識別した『魚』という言葉だと認識されている。

## 歴史
ガリア時代にオッピドゥムが、現在のコミューン南東部にあるコート・デュ・カナダ（カナダ海岸）と呼ばれる場所につくられた。紀元前1世紀頃建てられた遺構を現在も見ることができる。ローマ時代、エトルタからフェカンに至る道は、現在のフォン＝ピトロン地区を通っていた。現在のD940道路はこのローマ道をなぞっている。
7世紀、フランク王国の家臣であった聖レジェがフェカンに修道院を建てた。9世紀、ヴァイキングがノルマンディーを襲撃し、修道院を略奪した。911年以降、フェカンとその周辺は、ノルマン地名学によるとNortmanniの土地となった。主にフランクやアングロ・サクソンの硬貨だけでなく、地中海で流通した硬貨まで発見されている。これはノース人が戦いを繰り広げ身代金を略奪した場所を意味する。ほとんどの硬貨は970年から980年代に埋められたものである。
このアングロ・デーン人の存在が、都市にいた初期の公爵たちの関心を説明している。フェカンは、ルーアンやノルマンディー公国の司教都市と比較して全く穏健であった。ノルマンディー公リシャール1世とリシャール2世はこの地で生まれている。リシャール2世は、クリュニー修道院の戒律を採用したトリニテ・ド・フェカン修道院を再建させた。修道院付属教会は最初、カーンとフェカンで採れた白い石を用いてロマネスク様式で建てられた。プランタジネット家支配時代、フェカンの写字室では数多くの光り輝く写本が製作された。聖杯に関連する聖血（fr）が、巡礼者を集めこのベネディクト会派修道院を助けるようになった。1168年の大火の後、修道院はゴシック様式で再建された。
1202年、ジョン王がフェカンにコミューン制度を導入した。そのすぐ後、フィリップ2世がフェカンをフランスへ併合した。
15世紀、イングランド軍がフェカンに火を放って占領、駐屯地とした。1449年、ルーアンとともにフェカンはイングランドから解放された。
フェカンの歴史は修道院の他、11世紀にできた港（造船と漁業の両方で用いられた）とともにあった。19世紀から20世紀半ばまで、フェカンではタラ漁が重要な産業だった。彼らはテール・ヌーヴァ（Terre Neuvas）、ニューファウンドランド島人と呼ばれた。最初はサン・マロにその地位を取って代わられ、20世紀には、ノルマンディーの漁港として一二を争うグランヴィルにその地位を追われた。20世紀初頭のフェカンはフランスで使用されるタラ漁船の半分を保持していた。しかしこのタラ漁のピークは1903年に衰退を始めた。
1942年、ナチス・ドイツは大西洋の壁の防衛設備として、ファニュ岬に監視所を設置した。現在もブンカーが見られる。

## 経済
フェカンは海に関する産業に従事している。フェカンではまた、風力発電が行われている。

## 姉妹都市
- ラインフェルデン、ドイツ
- ムスクロン、ベルギー
- en:Bro Morgannwg、ウェールズ

## 出身者
- ダヴィド・ベル - パルクールの創始者